# 磁吸效應 (臺灣)
在臺灣，磁吸效應通常指中國大陸市場吸引臺灣產業與人才的現象。中華人民共和國政府曾採用讓利政策來增加對台灣的磁吸效應。
學者們同意磁吸效應會對臺灣經濟與產業發展帶來負面影響，但針對磁吸效應的理由與解決方案則不一致。學者們針對磁吸效應歸納的主要成因，為中國大陸與臺灣的經濟環境與政策，以及兩者的差距。解決方法則從早期的開放市場，變成後來的政府介入。

## 定義
2003年，時任民進黨黨主席蔡英文曾針對「磁吸效應」表示：「中國大陸經濟的快速發展及可觀的市場潛力，讓很多跨國企業對大陸市場有很大的憧憬，因此紛紛前往大陸『卡位』；再加上大陸產品製造能力快速提升，以大陸作為生產據點前往投資設廠的跨國企業也愈來愈多，這就是所謂『磁吸效應』。」蔡英文認為，磁吸效應對臺灣而言，是機會與風險並存。盛盈仙則認為中國大陸市場力量巨大，會把全世界的資金及人才，如同磁鐵般吸到中國大陸市場內。海軍軍官學校通識教育中心助理教授許世宗認為，中國大陸改革開放後經濟崛起，吸引臺灣與其他世界經濟大國的人才與資金，是為磁吸效應。

## 成因
2004年，林美惠等人在探討當年臺灣失業率時，認為「磁吸效應」是產業外移到中國大陸所產生。2011年，辛炳隆以台商與台幹赴中創業與就業為實例，認為中國大陸對臺灣的磁吸效應日益嚴重；相較之下，臺灣政府對中國大陸專業人士的限制多，造成兩岸人才的單向移動，形成資訊與人才交流上的不對等。李政德在2015年認為，如果臺灣經濟自由化程度不如中國大陸，那規模更大的中國大陸磁吸臺灣，實屬必然現象。盛盈仙在2014年，發現中國大陸的進出口額，皆壓倒性高出台灣許多，導致兩岸經濟力分配發展不均。盛盈仙認為臺灣與中國大陸的的國力、資源與經濟上分佈不平均，使臺灣無法違逆磁吸效應。
2017年，陳子昂把海峽論壇描述為中國大陸政府的懷柔政策，是中國大陸對臺的「磁吸政策工具」。曾志超在2018年指出，臺灣的人才流動較為自由，國民經常赴外國工作，尤其是專業人才選擇更多。他進一步指出，臺灣的產業轉型不順利、導致平均薪資無法成長、發展舞台也較為受限，導致臺灣人才流失嚴重。並認為認為中國大陸於2018年實行的惠臺31項措施會加大磁吸效應。2022年，柳金財認為海峽論壇導致磁吸效應外，還讓臺灣社會走向分裂；並認為民進黨政府對海峽論壇的敵視性態度，加強了這方面的傾向。2022年，陸委會委託學界研究中國大陸的磁吸效應、與其單邊政策的影響。報告指出惠台31項措施為中國大陸各地政府嘗試磁吸臺灣企業，以透過臺商影響臺灣社會的措施。並稱其為「融臺政策」。2023年，高長指出習近平治理下的中國大陸，以「普惠融合」為對臺主要經貿政策。其政策特別著重於「磁吸臺灣資源到大陸」。許世宗則指出，中國共產黨試圖透過各種管道交流與交流互惠政策，形塑自身對臺平民的印象，以讓臺灣民眾認同中國大陸經濟與己休戚相關。

## 效果
2004年，林美惠認為中國大陸磁吸效應，的確對影響臺灣的失業率；但也認為當時的失業情勢除了磁吸效應外，還受到各種國內外環境的影響。2009年，黃政傑對政府承認中國大陸學歷提出擔憂，認為承認其將導致更多臺灣學生赴中國大陸就學，加快中國大陸對臺磁吸效應。辛炳隆在2011年指出，磁吸效應會削弱台灣產業競爭力、影響臺灣的產業發展與就業市場。多數學者也警告過度依賴中國大陸市場，會提高總體經濟的風險。李政德則在2015年指出，磁吸效應一旦發生導致產業鏈外移，就可能產生產業空洞化。2022年，陸委會的研究發現，中國大陸的融臺政策所引發的磁吸效果有限：臺商聚落沒有大幅改變、臺灣電子業對中國大陸研發也興趣缺缺。美中貿易戰促使臺商離中國大陸，也影響了中國大陸的磁吸效應。但中國大陸竭力挖角臺灣的半導體產業人才與企業的效應需要觀察。2023年，高長也觀察到在中國大陸勞工成本增加、環境要求更嚴苛、以及美中貿易戰的大環境下，普惠融合政策無法挽回赴中投資下跌的趨勢。許世宗則發現中共「以經促統」、「以商圍政」、「以民逼官」的對臺政策與磁吸效應，已經多方面影響到臺灣民眾對中國大陸的看法。許世宗認為，中國大陸的磁吸效果雖未絕對成功，但已鬆動臺灣民心。

## 解決方法
2011年的辛炳隆針對磁吸效應，則認為要蒐集臺灣人前往中國大陸工作的情形、分析其對其影響，以方便政府決策。同時應當考慮開放中國大陸專業人士來臺工作。2014年的盛盈仙，同意磁吸效應產生過度依賴中國大陸的風險問題。但盛盈仙從過去的研究，認為臺灣應善用中國大陸低廉的人力成本、資源、技術與市場規模，提昇自身的價值。2015年，李政德針對潛在的磁吸效應，提出應放寬法規與制度限制、把陸資視為外資等措施，壯大臺灣的市場。
陳子昂在2017年認為，中華民國政府應留意海峽論壇對臺灣年輕人產生的磁吸效應、並呼籲改善臺灣投資環境。2023年的陸委會針對中國大陸磁吸效應的研究，建議女政府應重視、建置、並蒐集相關中國大陸相關政策，以利評估相關政策。此外，報告也建議要立法保護臺灣的半導體產業、協助臺商的產業移轉、並提醒赴中投資的風險。2023年，許世宗提出要提昇臺灣民眾對國家的認同感，改善臺灣的投資環境與產業以給予年輕人前景外，還需要增強宣傳，讓臺灣民眾「認清中共的真面目」。

## 延伸閱讀
- 楊穎超. . 展望與探索月刊. 2005-11-01, 3 (15): 39–50  [2025-05-23].
- 蔡宏明.  (PDF). 遠景基金會季刊. 2006-04-01, 7 (2): 269–318  [2025-05-26].
- 吳榮義; 黃玉玫. . 臺灣經濟研究月刊. 2004-03-01, 27 (3): 92–101.
- 葉懿倫. . 臺灣經濟研究月刊. 2004-08-01, 27 (8): 48–54.
- 陳鈺馥. . 自由時報電子報. 2022-02-13  [2025-05-23]. （原始内容存档于2022-04-30） （中文（臺灣））.
- 莊孟學.  (学位论文). 2007  [2025-05-16].
- 李茂松.  (学位论文). 2003-07-01  [2025-05-16].
- 蔡燿州.  (学位论文). 2008  [2025-05-16].